# PN풍년
주식회사 PN풍년은 경기도 안산시에 본사를 둔 주방용품 기업이다.

## 역사
PN풍년은 1954년 5월 1일 세광알미늄 공업사로 설립된 후 1973년 11월 17일에 세광알미늄공업(주)으로 법인전환 하였으며, 1987년 12월 4일 세광알미늄 주식회사로 상호를 변경하였다.
1994년 12월 28일, 한국증권업협회로부터 협회중개시장 등록을 승인 받아 회사의 주식이 1995년 1월 4일자로 코스닥시장에 등록되었다.

## 테마주
회사의 감사가 김동연 지사와 덕수상고와 국제대학교 동문이여서 김동연 테마주로 분류되어 있다.

## 내용주
1. ↑  평가일: 2024년 11월 11일